# Disco di Nebra
Il Disco di Nebra è una lastra in metallo con applicazioni in oro risalente all'età del bronzo che raffigura chiaramente fenomeni astronomici e simboli di forte impronta religiosa. Il disco è considerato la più antica rappresentazione del cielo e uno dei ritrovamenti archeologici più importanti del XX secolo. Fu rinvenuto nell'estate del 1999 da alcuni saccheggiatori di tombe all'interno di una cavità in pietra sul monte Mittelberg, nei pressi della cittadina di Nebra, in Germania. Dal 2002 appartiene al museo regionale della preistoria di Halle, in Sassonia-Anhalt.

## Descrizione
La piastra metallica, di forma quasi circolare, con un diametro di circa 32 centimetri, uno spessore di 4,5 mm al centro e di 1,7 mm sul bordo, pesa circa 2 kg, ed è costruita in bronzo, una lega di rame e stagno.
Le applicazioni in lamina d'oro presentano una tecnica particolare di lavorazione ad intarsio e sono state aggiunte e più volte modificate. Grazie ad altri ritrovamenti (spade di bronzo, due asce, uno scalpello e frammenti di un bracciale a forma di spirale) è presumibile che il disco sia stato sotterrato intorno al 1600 a.C., mentre la data di fabbricazione viene stimata tra il 1700 a.C. e il 2100 a.C. Queste applicazioni consistevano inizialmente in 32 piccole placche rotonde, e due più grandi, una rotonda e una a forma di falce; sette delle placche più piccole sono raggruppate in alto tra le due maggiori.
Più tardi sul bordo destro e sinistro furono applicati i cosiddetti archi dell'orizzonte, costituiti da oro estratto in altri luoghi, meno puro dal punto di vista chimico; per poterli applicare una delle placche più piccole fu spostata dalla parte sinistra verso il centro, e altre due sulla parte destra furono ricoperte; così, oggi sono visibili solo 30 placche minori.
In un ultimo tempo è stato aggiunto un altro arco sul bordo inferiore, ancora una volta con oro di diversa provenienza. Questa specie di barca solare è formata da due linee quasi parallele con sottili tratteggi intagliati sugli angoli esterni.
Quando il disco fu interrato mancava già l'arco sinistro, e sul bordo erano impressi con estrema precisione 40 fori di circa 3 mm.

## Composizione
La piastra fu sottoposta ad analisi comparata tramite fluorescenza X da parte di Ernst Pernicka, allora all'università di Friberga in Sassonia. L'esame degli isotopi di piombo radioattivo contenuti nel rame avevano inizialmente attribuito la sua provenienza dalla regione di Bischofshofen, nelle Alpi austriache orientali, circa 50 km a sud di Salisburgo. Per l'oro si era ipotizzata una provenienza dai Carpazi. Analisi più recenti condotte dallo stesso Pernicka e da altri studiosi ritengono invece che l'oro provenga dal fiume Carnon in Cornovaglia e che anche lo stagno contenuto nel bronzo provenga dalla stessa regione inglese.
A parte una minima concentrazione di stagno del 2,5%, sono rilevabili tracce di arsenico pari allo 0,2%, una percentuale tipica dell'età del bronzo. Il disco bronzeo, per evitare la formazione di crepature nel metallo, è stato riscaldato più volte ad alte temperature assumendo una colorazione tra il marrone scuro e il nero. È possibile che l'attuale colore verdognolo sia dovuto alla combinazione del rame con l'ossigeno, che ha dato origine a malachite, a causa del lungo periodo di permanenza nel terreno, ma potrebbe anche essere dovuto ad una patina applicata intenzionalmente sul manufatto originale.

## Interpretazione
Il disco di Nebra è stato principalmente esaminato dall'archeologo Harald Meller (Ente per l'Archeologia e la conservazione dei monumenti storici di Halle), dall'astronomo Wolfhard Schlosser (Università di Bochum) e dai chimici esperti in archeologia Ernst Pernicka (archeometallurgia), Heinrich Wunderlich (tecnica e metodo delle costruzioni) e da Miranda J. Aldhouse Green (Università del Galles), archeologa e studiosa delle religioni dell'età del Bronzo.
Secondo l'interpretazione di Meller e Schlosser le placche più piccole rappresentano le stelle, e il gruppo di sette rappresenta forse le Pleiadi visibili nella costellazione del Toro. Si ritiene che le altre 25 non siano astri, ma semplici decorazioni. Il disco maggiore in un primo momento fu considerato il Sole ma anche la Luna, mentre la falce era la luna crescente. L'insieme dei corpi celesti nel cielo ad ovest, poco prima del tramonto, formato a periodi alterni dalle Pleiadi con la Luna crescente e con la Luna piena, nell'età del bronzo coincideva, rispettivamente, con il 10 marzo ed il 17 ottobre; perciò il disco potrebbe essere servito a ricordare il periodo adatto per i lavori dell'agricoltura, dalla preparazione del terreno fino al termine del raccolto.
Le linee curve dell'orizzonte, apposte in un secondo tempo, segnano un angolo di 82 gradi, proprio come quando il sole sorge e tramonta all'orizzonte alla stessa latitudine del luogo di ritrovamento, nel periodo compreso tra i solstizi d'inverno e d'estate. Se dalla collina del Mittelberg si posiziona il disco orizzontalmente in modo che la linea immaginaria tra la parte superiore dell'arco sinistro e la parte inferiore dell'arco destro indichi la cima del monte Brocken (distante circa 80 km), potrebbe fungere da calendario per l'anno solare. Visto dal Mittelberg, nel solstizio d'estate, il sole tramonta proprio dietro il monte Brocken.
L'ipotesi che l'arco destro indichi il tramonto del sole ad ovest, è avvalorata dalla sua vicinanza con la falce inclinata della luna che, nella costellazione menzionata, è illuminata dal sole al tramonto. Rimane ancora incerta l'interpretazione se in questa situazione il disco fosse realmente usato come strumento per riconoscere i solstizi, oppure se indichi soltanto come si potevano distinguere tali fenomeni.
L'ultima aggiunta riguarda un secondo arco dorato formato da due solchi quasi paralleli nel senso della lunghezza e interpretato come la Barca del Sole, presente anche nell'arte figurativa dell'Antico Egitto e di quella minoica. Lungo i bordi, l'arco è circondato da brevi linee intarsiate nel bronzo simili ai remi disegnati su analoghe figure di barche tipiche dell'età del bronzo rinvenute in Grecia e in Scandinavia. Quest'ultimo arco probabilmente non funge da calendario, ma rappresenterebbe il tragitto notturno del Sole da Ovest verso Est. Per il momento non è dato sapere se nell'età del bronzo ci sia stato uno scambio delle culture tra Europa centrale e Medio Oriente. È da escludere comunque la sua provenienza dall'area del Mediterraneo orientale, da dove avrebbe poi raggiunto l'Europa centrale, poiché non vi è alcun dubbio che è stato effigiato nel centro-Europa; perciò, secondo l'opinione degli esperti, si tratta del più antico ed evoluto modello rappresentativo del cielo notturno in ogni epoca, opera di una civiltà mitteleuropea e, di conseguenza, la prima raffigurazione del cosmo nella storia dell'umanità, che anticipa di 200 anni la scoperta del più antico reperto egiziano. Secondo l'archeologa Miranda Aldhouse Green racchiude i simboli di un tema profondamente religioso come il sole, l'orizzonte per i solstizi, la barca del sole, la luna ed altri esemplari particolari di stelle: le Pleiadi. Gli artefici dello scudo hanno voluto sicuramente raggruppare tutti gli altri simboli di culto venuti alla luce anche in diverse regioni europee; esso fa parte quindi di un complesso sistema religioso diffuso in tutta Europa; forse indica un messaggio di fede. L'uomo mitteleuropeo dell'età del bronzo era già in grado di esprimere il proprio credo religioso, (o per lo meno l'essenza della religione) in una forma semplice e pratica.
Lo scopo dei fori laterali non è chiaro; probabilmente servivano a fissarlo, cosa che fa pensare ad un utilizzo del disco anche come oggetto di culto.
Grazie alla grande attenzione dei media le interpretazioni sul ritrovamento di Nebra sono state e sono ancora controverse.

Secondo Alexander Thom il disco potrebbe essere riferibile ad un calendario solare, da lui ricostruito in base all'allineamento di cippi in pietra in Gran Bretagna. Anche per MacKie molti aspetti del disco supportano questa ipotesi, sulla base anche degli studi di W. Schlosser.

## Luogo di ritrovamento
La cavità in pietra si trova all'interno di un ancor più antico bastione sulla cima del Mittelberg, circa 252 metri di altezza, a 4 chilometri da Nebra. Non è ancora chiaro se si tratti di una roccaforte o di una tomba; le ricerche non sono ancora concluse; ma il luogo, quando forse la montagna non era coperta dalla foresta, potrebbe essere già stato utilizzato nel neolitico, probabilmente come osservatorio astronomico.
A circa 20 chilometri dal luogo del ritrovamento si trova -famoso quasi come Externsteine-, l'osservatorio solare di Goseck, risalente al V millennio a.C.; il che dimostra che le conoscenze astronomiche risalgono ad un periodo ancora più remoto del disco di Nebra.

## Modalità di ritrovamento
Il disco raffigurante il cielo fu trovato da Henry Westphal e Mario Renner, due saccheggiatori di tombe, che inizialmente ritennero fosse il coperchio di un secchio.
Pare che nel 1999 sia stato venduto da mediatori prima a Berlino e poi a Monaco, anche se c'era chi sosteneva che, essendo di proprietà dell'amministrazione regionale della Sassonia-Anhalt, non aveva un elevato valore commerciale sul mercato degli oggetti d'arte. La prima volta fu venduto per 32.000 marchi, e fino al 2001 è passato di proprietà diverse volte.
Su iniziativa del Ministero della Cultura e del Ministero degli Interni, oltre che dell'Ente regionale per l'archeologia del Sachsen-Anhalt, fu possibile entrare in contatto con i ricettatori, che lo avevano offerto sul mercato nero per 700.000 marchi. L'archeologo Meller, spacciandosi per un acquirente interessato all'acquisto, fissò con loro un appuntamento in un hotel di Basilea; il disco, insieme ad altri reperti, fu così sequestrato dalla polizia svizzera che arrestò i due ricettatori, una istitutrice del museo e un insegnante.
I saccheggiatori, successivamente interrogati, diedero informazioni sul luogo del ritrovamento, suffragate anche dalle indagini tecniche degli inquirenti. A seguito del processo tenutosi a Naumburg (Saale) nel settembre 2003, venne loro inflitta una pena di quattro mesi di reclusione a uno e dieci all'altro. Gli imputati hanno presentato ricorso alla Corte d'appello, che ha innalzato la condanna rispettivamente a sei e dodici mesi.

## Restauro
A causa di imperizia nell'opera di scavo, il disco venne parzialmente rovinato; uno sfregio nella parte in alto a sinistra provocò il distacco di una delle stelle, ed un frammento d'oro si staccò dalla luna piena. A causa della lunga permanenza nel terreno, il disco si era molto corroso; anche la doratura era ricoperta da una patina - probabilmente per effetto galvanico - rimovibile solo a mano per non danneggiarlo.
Il primo ricettatore aveva già cercato di pulirlo, immergendolo prima nella liscivia e poi con l'impiego di spazzolini e lana d'acciaio che hanno graffiato la superficie delle applicazioni in oro.
Nella prima fase del restauro presso il Museo regionale della preistoria di Halle, le incrostazioni di terriccio furono ammorbidite in una soluzione di acqua ed etanolo e tolte con un pennello di setole dure di nylon, dopo una prova a scopo precauzionale. Nella seconda fase le impurità che avevano deteriorato l'oro furono sciolte con uno speciale impasto chimico ed asportate con bastoncini di cotone. La patina corrosiva che ricopriva il bronzo fu lasciata così com'era. Infine, la stella staccatasi durante il dissotterramento, che però non era rovinata, fu rimessa al suo posto e il pezzo di luna mancante fu sostituito con altro oro laminato della medesima composizione.

## Mostre al pubblico

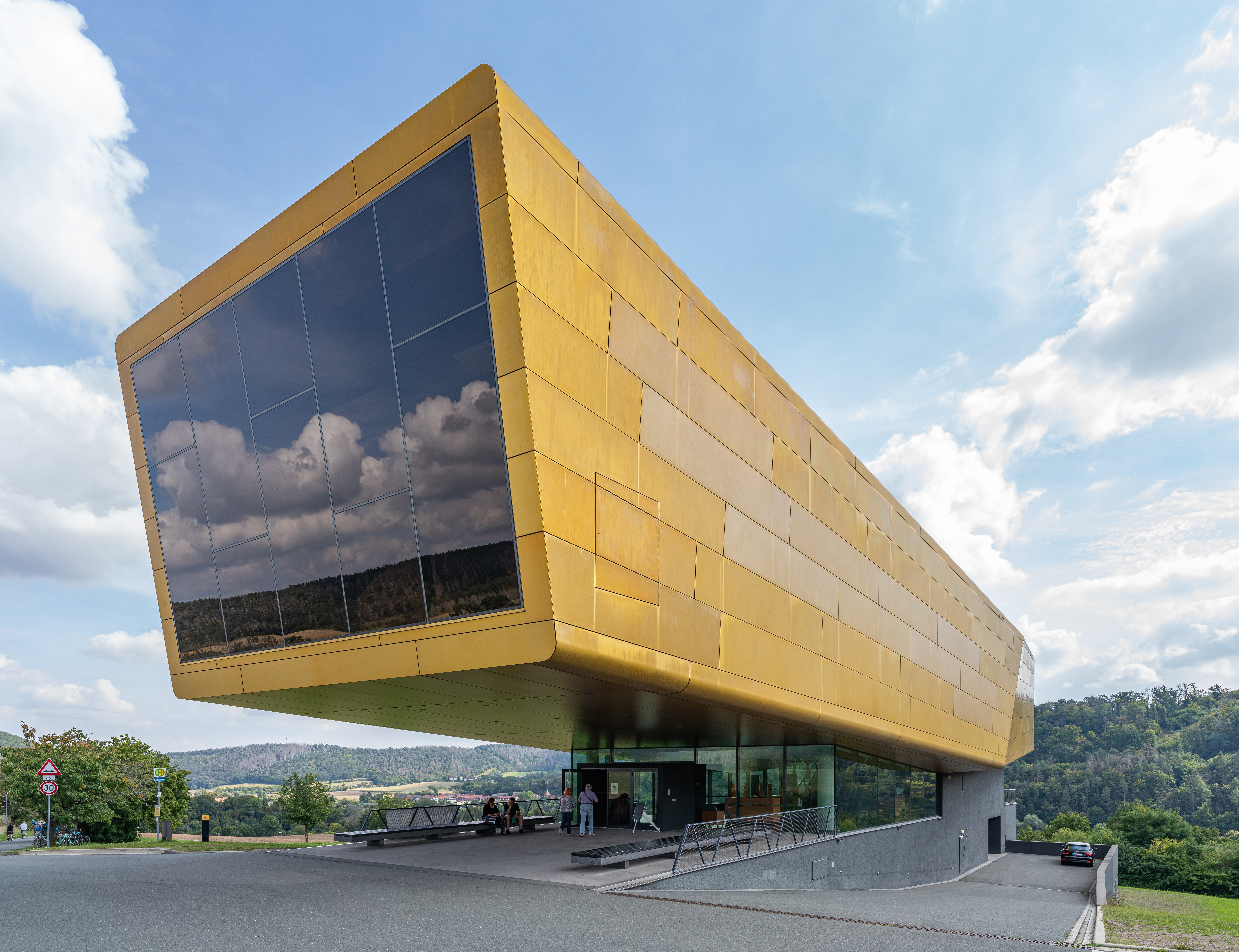
Il centro multimediale per i visitatori a Nebra.

Il disco del cielo di Nebra è stato esposto nel Museo della preistoria di Halle dal 15 ottobre 2004 al 22 maggio 2005 in una mostra intitolata Il cielo forgiato, insieme a quasi 1600 altri reperti dell'età del bronzo provenienti da 18 nazioni, tra cui il Carro solare di Trundholm. La mostra ha avuto luogo in collaborazione con il Museo Nazionale di Copenaghen che ha esposto il carro del sole in via del tutto eccezionale, considerata l'importanza notevole dello scudo. Successivamente la mostra è stata allestita fino al 22 ottobre 2005 nella capitale danese e infine a Mannheim dal 4 marzo al 9 luglio 2006.
Dal 20 giugno 2007 è stato aperto un centro multimediale per i visitatori a Nebra, non lontano dalla località della scoperta.
Attualmente è in mostra presso il museo della Preistoria di Halle fino al 9 gennaio 2022, nell’esposizione intitolata “ Il Mondo del Disco di Nebra “: viene presentato come venne rinvenuto, assieme ad altri 400 reperti, mai mostrati prima in Germania.
Dal 17 febbraio al 17 luglio 2022 verrà esposto al British Museum.

## Progetto di ricerca
Grazie al ritrovamento del disco del cielo l'Istituto tedesco per la ricerca investirà 3,3 milioni di euro in un grande progetto per continuare ad indagare sugli enigmi dell'età del bronzo. Nel settembre 2004 sono iniziati, e dureranno 6 anni, le ricerche di costruzioni risalenti ai primi anni dell'età del bronzo, di cui 12 siti sepolcrali in Sachsen-Anhalt, tra i quali quelli di Egeln, Belleben, e Bad Dürrenberg. In seguito verranno esaminati 12 insediamenti sulle alture, le principali fortificazioni costruite sui colli dai 4000 ai 3500 anni fa, tra le quali anche quella in cima al Mittelberg. Altri punti chiave della ricerca riguardano i metodi di lavorazione dei metalli; la provenienza delle materie prime, ed i rapporti culturali e commerciali strettamente collegati con entrambi.

## Dubbi sulla autenticità nel processo penale
Nel corso del processo d'appello contro i razziatori di tombe, la difesa ha messo in dubbio l'autenticità del disco raffigurante il cielo; se fosse provato che si tratta di un falso, l'accusa di ricettazione di un oggetto di valore artistico dovrebbe essere ritirata. Nell'udienza del 21 febbraio 2005, la difesa ha invitato a deporre in qualità di esperti gli archeologi di Regensburg Peter Schauer e Joseph del laboratorio di ricerca Rathgen di Berlino. Secondo Schauer, in base alle fotografie, si tratta di un falso del XIX secolo, opera di dilettanti. Lo dimostrano, tra l'altro, gli identici fori sul bordo fatti con un punzone e praticabili solo con utensili moderni, ed i segni di fresatura sull'intaglio in alto a sinistra.
Il fatto che ci siano altri reperti dell'età del bronzo non costituisce una prova, perché trovati in altri strati del terreno. La patina che ricopriva il disco potrebbe essere stata prodotta artificialmente con urina ed acidi. Schauer aveva già espresso la sua tesi alla fine del 2004 rispondendo ai lettori del quotidiano Frankfurter Allgemeine Zeitung e in interviste con la Süddeutsche Zeitung e con la rivista svizzera Mysteries, ma non con la stampa specializzata.
Come esperti a favore dell'accusa Harald Meller, Ernst Pernicka, Heinrich Wunderlich ed il geologo Gregor Borg hanno sostenuto che il disco è autentico; la prova è data dalla concentrazione di rame presente nel terreno del luogo di ritrovamento, 50 volte superiore alla media, ed indica che l'oggetto di bronzo giaceva lì da moltissimo tempo.
Joseph Riederer, su invito dalla difesa, ha così affermato: "Dopo aver ascoltato quanto è stato detto, sono fermamente convinto che il disco risale all'età del bronzo".
Il tribunale a questo proposito ha intenzione di valutare come motivare la sentenza; se si trattasse di un falso gli imputati rischiano un'incriminazione per truffa, avendo spacciato il disco per autentico.

## Diritti d'autore e di marchio
Attualmente il disco del cielo di Nebra è al centro di un processo civile per i diritti di utilizzo; le parti in causa sono le case editrici Piper e Heyne e l'amministrazione del Sachsen-Anhalt, mentre il foro competente è il tribunale di Magdeburgo.
Oggetto della controversia è stata la riproduzione stilizzata del disco sulle copertine dei libri. L'ente regionale per la conservazione dei beni e l'archeologia, rappresentato dall'archeologo Harald Meller, ha avanzato al tribunale di Magdeburgo richiesta di procedimento contro le due case editrici per aver raffigurato il disco di Nebra senza aver corrisposto i diritti di licenza al governo del Sachsen-Anhalt.
Il fondamento giuridico è la legge sul diritto d'autore, che garantisce per 25 anni la facoltà di proteggere un'opera non ancora di pubblico dominio. I rappresentanti legali delle case editrici ora sostengono che il disco del cielo, definito dallo stesso Meller un oggetto culturale, un'idea fondamentale, era di dominio pubblico già nella preistoria. Il governo deve porre la questione non solo dal punto di vista legale, ma anche da quello della legittimazione morale. I tesori della cultura dell'umanità non devono essere esclusi da un dibattito pubblico solo perché oggetto di monopolio come una merce, ha affermato l'avvocato Jorg Nabert che rappresenta la Piper.
D'altra parte il governo ha proposto un marchio d'origine sul disco; secondo Nabert sarebbe restrittivo dal punto di vista legale se opere d'arte famose dovessero essere protette come marchi. In un'analoga disputa per la licenza di utilizzo del marchio nel 2003, il governo ha vinto la causa con la città di Querfurt riguardante le immagini del disco riprodotte sui souvenirs. Se vincesse anche stavolta, le case editrici non potrebbero più vendere i libri con la figura del disco, pena un'ingiunzione di pagamento fino a 250.000 euro.